# ディスコメイトレコード
ディスコメイトレコード（Discomate Records）は、かつて存在した日本のレコードレーベル。株式会社ディスコ（英文社名：Disco Co., Ltd.）が運営していた。販売網はビクター音楽産業（現：ビクターエンタテインメント〈2代目〉）に委託していた。
レーベルは東京レコード時代は「AMON」（メインレーベル）、「YAH」（アイドル系主体）を、ディスコへの改組後は「Discomate」（ディスコメイト）を使用した。また、ドラマ（特撮を含む）・アニメ主題歌などを中心に、東京レコードからディスコへの改組時に廃盤とした音源が、原盤権保有者（日音・円谷ミュージックなど）から供給される形式で、他社（販売を受託していたビクターを含む）で再発売された例もあった。
邦楽では八神純子、因幡晃、伊豆田洋之などが、洋楽ではABBA、ダニエル・ブーンなどが所属していた。

## 概要
1972年7月、株式会社東京放送（現：株式会社TBSホールディングス）、およびビクター音楽産業株式会社との合同出資により株式会社東京レコードとして設立。資本金1億円。
1975年7月、株式会社ディスコに改組。東京都港区に本社を置いていた。
フジテレビ系のキャニオン・レコード（現：ポニーキャニオン）、日本テレビ系のバップ、文化放送系のラジオシティレコードなどと並ぶ、放送局系レコード会社であった。
1984年末を以て事業解散、清算した。発売していた音源については、原盤権を保有または管理受託していた音楽出版社を通じて他社から再発売されたものもある一方、自社制作した歌謡曲の一部に、マスターの所在が不明なものもある。

## 主なアーティスト

### 邦楽
- 秋吉敏子[2]
- 石黒ケイ[1]
- 伊豆田洋之[1]
- 因幡晃[1]
- 大橋節夫[1][2]
- 岡本一生[1][2]
- オルケスタ・デル・ソル[1]（橋田正人）
- 加瀬邦彦とザ・ワイルドワンズ[1]
- 金子裕則[1]
- 上條恒彦[1]
- クレスト・フォー・シンガーズ[1]
- 琴風豪規[1]
- コント赤信号[1]
- 榊チエコ[1]
- 佐々木幸男[1]
- 佐藤マサ&香港フラワーズ[2]
- サンディー[1]
- ステファニー[1][2]
- つのだ☆ひろ[1]（ジャップス・ギャップス[1][2]）
- De・Co（デコ）[1]
- 仲地脩瑛(なかちのぶひで)[1]
- 西脇美智子[1]
- 野本直美[1]
- 原大輔[1]（江夏一樹[1]）
- 原田芳雄[1][2]
- 火野正平[1]
- 堀内護 (MARK)[2]
- 松岡直也[1]
- 真梨邑ケイ[1]
- 宮永尚美[1]
- 八神純子（在籍中の作品の原盤権はヤマハ音楽振興会が保持）[1][2]
- やはらけんじ[1]
- 山中のりまさ[1]
- 山本智恵美[1]
- 横井久美子[1]
- 蘭[1]
- レイラ[1]

### 洋楽
- ABBA[1]
- ダニエル・ブーン[1]

ほか